# Набережний сільський округ
На́бережний сільський округ (каз. Набережный ауылдық округі, рос. Набережный сельский округ) — адміністративна одиниця у складі району Беїмбета Майліна Костанайської області Казахстану. Адміністративний центр — село Набережне.
Населення — 1215 осіб (2021; 1226 у 2009, 1739 у 1999, 2308 у 1989).
Станом на 1989 рік існувала Набережна сільська рада (села Єлизаветинка, Набережне, Халвай, селища Воронинський, Роз'їзд 348 км). Село Халвай було ліквідоване 2010 року.

## Склад
До складу адміністрації входять такі населені пункти:
| Населений пункт        | Старі назви | Населення, осіб (1989) | Населення, осіб (1999) | Населення, осіб (2009) | Населення, осіб (2021) |
| ---------------------- | ----------- | ---------------------- | ---------------------- | ---------------------- | ---------------------- |
| Воронинський, селище   | -           | 20                     | -                      | -                      | -                      |
| Єлизаветинка, село     | Набережний  | 1419                   | 1154                   | 909                    | 952                    |
| Набережне, село        | -           | 458                    | 433                    | 279                    | 263                    |
| Роз'їзд 348 км, селище | -           | 30                     | -                      | -                      | -                      |
| Халвай, село           | -           | 381                    | 152                    | 38                     | -                      |